# Parafia św. Wawrzyńca w Niekłaniu Wielkim
Parafia św. Wawrzyńca w Niekłaniu Wielkim – parafia rzymskokatolicka usytuowana w Niekłaniu Wielkim. Należy do dekanatu czarneckiego diecezji radomskiej.

## Historia
Kościół pw. św. Wawrzyńca w Niekłaniu Wielkim, fundacji hrabiego Onufrego Małachowskiego, zbudowany został w 1835. W roku następnym parafię erygował ks. Klemens Bąkiewicz, wikariusz kapitulny z Sandomierza. Kościół był znacznie rozbudowany w 1881 kosztem hrabiego Ludwika Platera. Konsekracji kościoła dokonał w 1919 bp Paweł Kubicki. W 1928 kościół był malowany wewnątrz przez art. Ludwika Konarzewskiego z Istebnej, staraniem ks. Ignacego Kwaśniaka. Restaurację świątyni podejmowano w 1970 i 1984. Jest to budowla w stylu neogotyckim, wybudowana z kamienia.

## Zasięg parafii
Do parafii należą wierni z miejscowości: Boków, Furmanów, Lelitków, Nadziejów, Niekłań Mały, Niekłań Wielki, Wąglów, Wielka Wieś, Wólka Zychowa.

## Proboszczowie
- 1945 – 1948 – ks. Leon Bociarski
- 1948 – 1953 – ks. Antoni Adamski
- 1953 – 1963 – ks. Władysław Osuch
- 1963 – 1990 – ks. Jerzy Felikszewski
- 1990 – 1992 – ks. Franciszek Jakubiak
- 1992 – 2013 – ks. kan. Józef Wodzinowski
- 2013 – 2014 – ks. Piotr Mucha
- 2014 – 2014 – ks. Jan Adacha
- 2014 – 2024 – ks. Zbigniew Ścierski
- 2024 – nadal – ks. dr Mariusz Przybycień[2]